# ながらみ書房出版賞
ながらみ書房出版賞（ながらみしょぼうしゅっぱんしょう）は、ながらみ書房が主催する短歌の文学賞であり、1993年から行われている。毎年、その前年に同社より刊行された歌集・歌書を対象とする。

## 概要
通例、ながらみ書房が刊行する短歌総合誌『短歌往来』6月号にて、前川佐美雄賞と同時発表される。受賞者には賞状と副賞20万円が授与される。
選考委員は前川佐美雄賞と同一であり、2022年まで佐佐木幸綱・三枝昂之・佐々木幹郎・加藤治郎・俵万智の各氏が務めてきた。2023年は委員の交代により、井坂洋子（詩人）・島田修三・本田一弘・松村由利子の4名で第31回の選考を行った。
なおコロナ禍の影響で、第28回（2020年）の選考は電話会議、第29回（2021年）以降はZoomによるリモート会議にて選考が行われた。

## 歴代の受賞者
- 第1回（1993年）小野雅子歌集『花筺』、特別賞：安藤美保歌集『水の粒子』
- 第2回（1994年）小関祐子歌集『北方果樹』、小橋芙沙世歌集『風宮』
- 第3回（1995年）小笠原和幸歌集『テネシーワルツ』、小笠原賢二著『終焉からの問い』
- 第4回（1996年）高田流子歌集『月光浴』
- 第5回（1997年）和嶋勝利歌集『天文航法』
- 第6回（1998年）前川佐重郎歌集『彗星紀』、恒成美代子歌集『ひかり凪』
- 第7回（1999年）飯沼鮎子歌集『サンセットレッスン』
- 第8回（2000年）高島裕歌集『旧制度』
- 第9回（2001年）田中拓也歌集『夏引』
- 第10回（2002年）柴善之助歌集『揚げる』、松村正直歌集『駅へ』
- 第11回（2003年）黒瀬珂瀾歌集『黒耀宮』
- 第12回（2004年）寺尾登志子著『われは燃えむよ』
- 第13回（2005年）菊池裕歌集『アンダーグラウンド』
- 第14回（2006年）上村典子歌集『貝母』
- 第15回（2007年）棚木恒寿歌集『天の腕』
- 第16回（2008年）花山周子歌集『屋上の人屋上の鳥』
- 第17回（2009年）駒田晶子歌集『銀河の水』
- 第18回（2010年）藤島秀憲歌集『二丁目通信』
- 第19回（2011年）滝下恵子歌集『終のワインを』
- 第20回（2012年）森朝男著『古歌に尋ねよ』
- 第21回（2013年）山口明子歌集『さくらあやふく』
- 第22回（2014年）中川佐和子歌集『春の野に鏡を置けば』
- 第23回（2015年）南鏡子歌集『山雨』
- 第24回（2016年）小川佳世子歌集『ゆきふる』
- 第25回（2017年）高山邦男歌集『インソムニア』
- 第26回（2018年）岩尾淳子歌集『岸』
- 第27回（2019年）鈴木陽美歌集『スピーチ・バルーン』、田中教子著『覚醒の暗指』
- 第28回（2020年）田中薫歌集『土星蝕』
- 第29回（2021年）苅谷君代歌集『白杖と花びら』、清水あかね『白線のカモメ』
- 第30回（2022年）川本千栄歌集『森へ行った日』
- 第31回（2023年）糸川雅子歌集『ひかりの伽藍』
- 第32回（2024年）鈴木英子歌集『喉元を』
- 第33回[2]（2025年）藤澤幸男歌集『はる』